# Pace, mio Dio!...
Pace, mio Dio!... è un film prodotto nel gennaio 1915 dalla Volsca Films di Velletri per la regia di Carlo Simoneschi, con Lola Visconti Brignone, Ignazio Mascalchi, Guido Brignone e Fernanda Negri Pouget. Il film è la trasposizione cinematografica di un racconto di Luigi Clumez. La pellicola è di 1.200 m (4 rulli)